# 小行星3987
小行星3987（英語：3987 Wujek）是一颗围绕太阳公转的小行星。1986年3月5日，愛德華·鮑威爾在可可尼诺县发现了此天体。
这颗小行星的绝对星等为307.4766440255668等。